# Yosef Avidar
Yosef Aluf Avidar (en hebreo: יוסף אבידר‎; 7 de mayo de 1906-13 de septiembre de 1995) fue un diplomático israelí, que fue comandante de Haganá, escritor y embajador en Argentina y la Unión Soviética.

## Primeros años
Avidar nació el 7 de mayo de 1906 como Yosef Rochel en Kremenets en el Imperio ruso, en lo que hoy es Ucrania. Su padre fue Josué Rochel; su madre, Shprinza. Avidar fue vendedor ambulante durante su estancia en Ucrania.
En 1929, Avidar emigró al Mandato de Palestina.

## Carrera profesional
Avidar se convirtió en un alto comandante en una organización paramilitar judía llamada Haganá. Con el control de los programas de suministro, fue responsable de la idea y de la construcción de una fábrica subterránea de municiones llamada Instituto Ayalon, que fue un importante proveedor de armas para la Haganá.
En 1948, después de la creación de las Fuerzas de Defensa de Israel, cambió su nombre de Rochel a Avidar basado en un acrónimo de los nombres de sus dos hijas. Avidar fue el intendente israelí durante la guerra árabe-israelí de 1948 y luego se desempeñó como subjefe de personal de las Fuerzas de Defensa de Israel.
Avidar se desempeñó como embajador en la Unión Soviética de 1955 a 1958 y como embajador en Argentina de 1961 a 1965.

## Muerte
Avidar murió el 13 de septiembre de 1995 a la edad de 89 años a causa de una infección pulmonar.

## Vida personal
Avidar perdió su mano derecha cuando estaba aprendiendo a usar granadas y recibió el apodo de «el amputado». Fue enviado a Viena para recibir tratamiento, donde conoció a la futura autora de libros infantiles israelí y más tarde esposa, Yemima Avidar-Tchernovitz, quien en ese momento estaba estudiando en la Universidad de Viena.
Recibió un Doctorado en Filosofía en Estudios Rusos de la Universidad Hebrea de Jerusalén.

## Obras
- BaDerekh l’Tsahal, 1971[9]
- Avidar, Yosef (1985). The party and the army in the Soviet Union (en inglés). University Park: Pennsylvania State University Press. ISBN 978-0-271-00393-1. OCLC 11573730.